# Budaors Clay Court Championships 2003
Il Budaors Clay Court Championships 2003 è stato un torneo di tennis facente parte della categoria ATP Challenger Series nell'ambito dell'ATP Challenger Series 2003. Il torneo si è giocato a Budaörs in Ungheria dal 14 al 19 luglio 2003 su campi in terra rossa.

## Vincitori

### Singolare
Tomáš Berdych ha battuto in finale  Ivajlo Trajkov con il punteggio di 6–2, 6–3

### Doppio
Leonardo Azzaro /  Gergely Kisgyorgy hanno battuto in finale  Tomáš Berdych /  Michal Navrátil con il punteggio di 6–4, 4–6, 7–6(3)